# Macrosarisa texana
Macrosarisa texana är en kräftdjursart som beskrevs av Rosalie F. Maddocks 1990. Macrosarisa texana ingår i släktet Macrosarisa och familjen Macrocyprididae. Inga underarter finns listade i Catalogue of Life.